# Cloche observatoire
Une cloche observatoire est un équipement blindé installé sur certaines fortifications, à partir de la fin du XIXe siècle.
Réservée initialement aux forts les plus importants où les plus exposés, la cloche observatoire reçoit ses derniers perfectionnements dans les années 1930 lorsqu'elle est adoptée sur la ligne Maginot. Elle y est déclinée en deux versions : cloche VP (vue périscopique) et la cloche VDP (vue directe et périscopique), et sert essentiellement à la vision lointaine, pour le réglage du feu des blocs d'artillerie des ouvrages. 
D'autres fortifications, contemporaines ou postérieures à la ligne Maginot ont repris le principe de la cloche observatoire équipée, comme le mur de l'Atlantique.

## Apparition de la cloche observatoire
L'apparition de la cloche observatoire est liée aux progrès de la sidérurgie : l'invention du convertisseur avec le procédé Bessemer en 1856, qui se généralise en 1877 grâce au procédé Thomas, permet de couler des pièces massives en acier. On voit ainsi apparaître des cloches, fixes ou tournantes, dans les forts les plus exposés du système Séré de Rivières, de la Moselstellung, etc.
Il s'agit alors de cuirassements destinés à l'observation rapprochée dans les endroits les plus exposés.

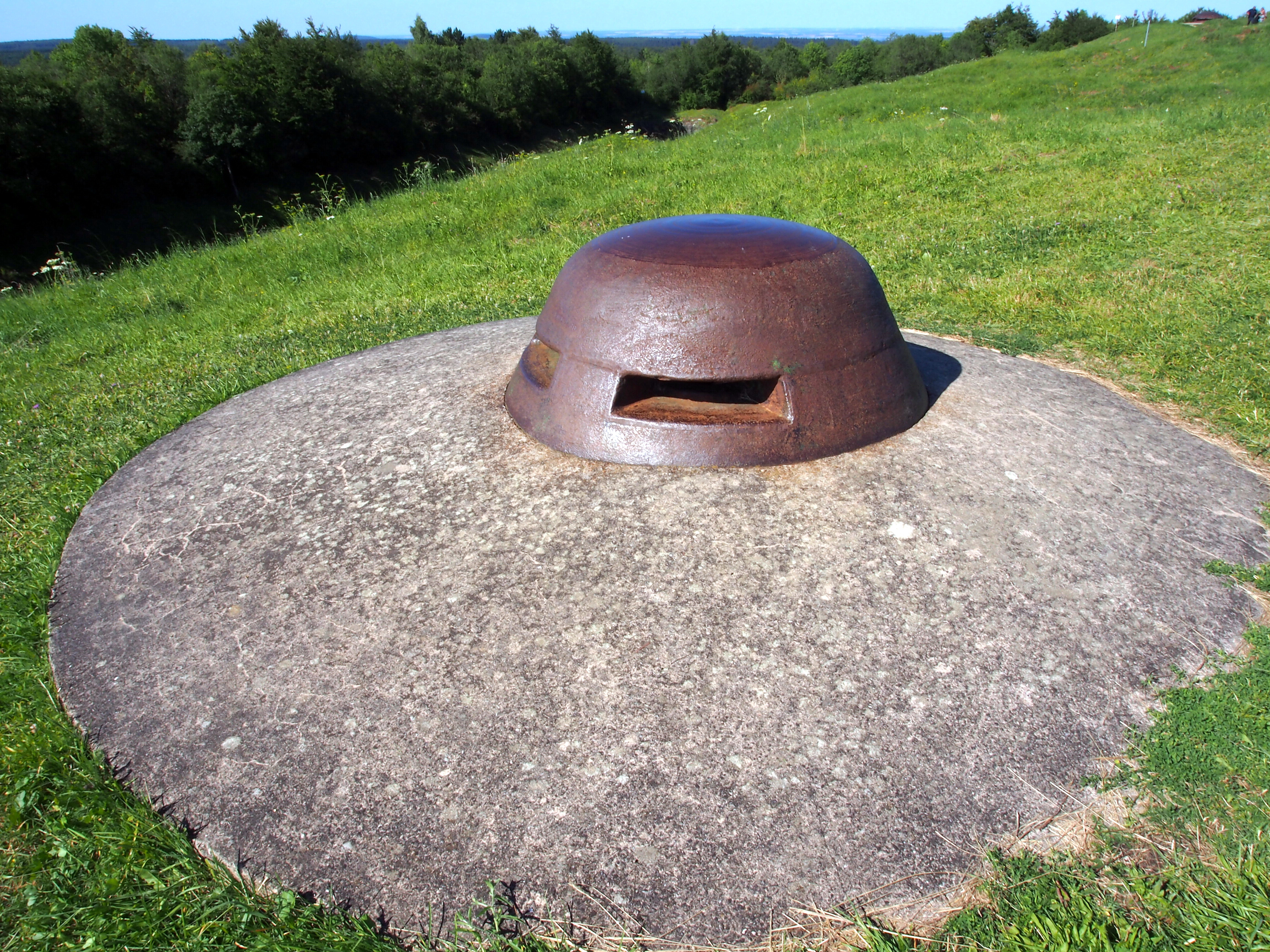
Cloche observatoire au fort de Douaumont.
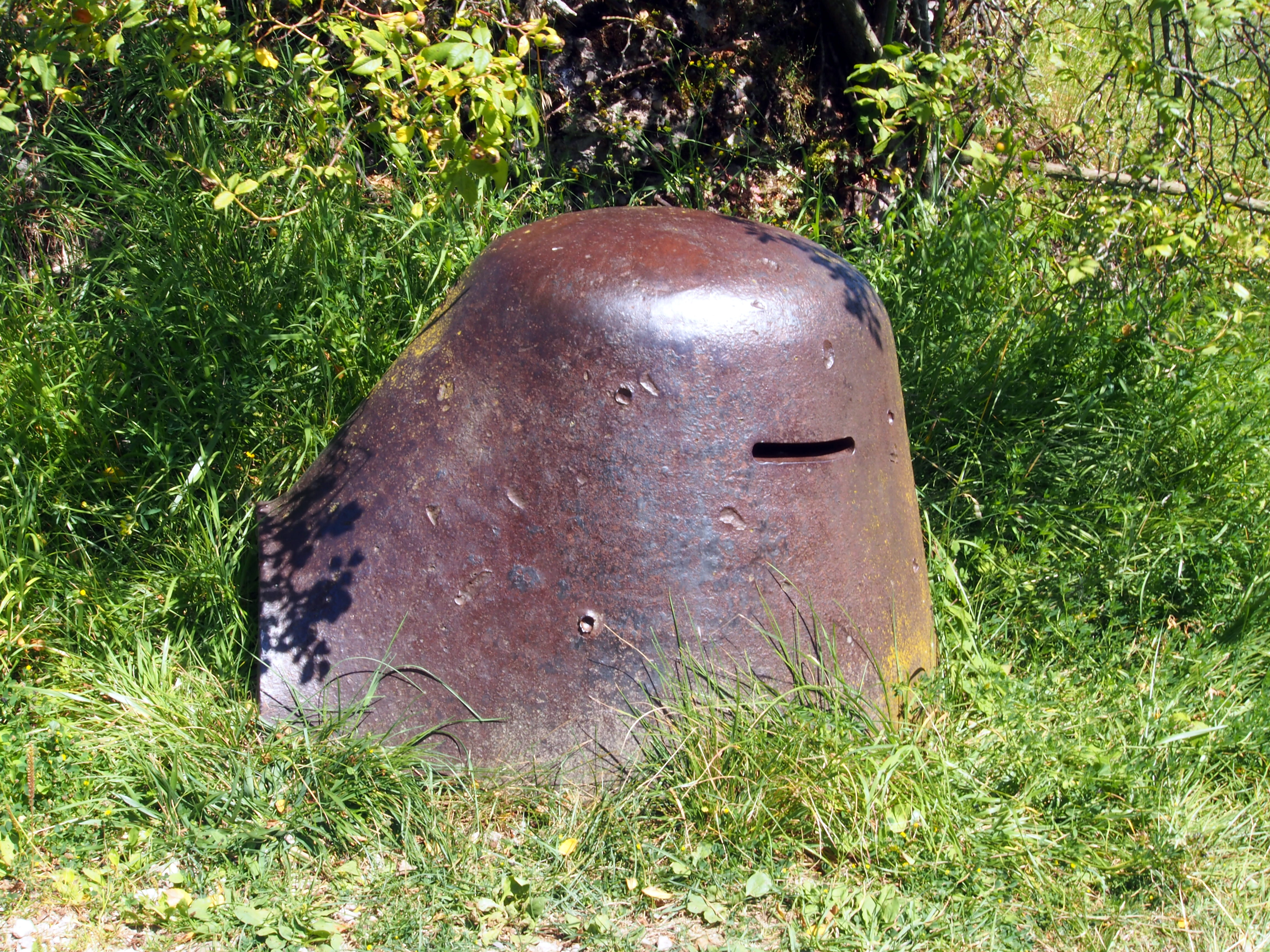
Guérite blindée au fort de Vaux.

## Cloches observatoires de la ligne Maginot
La doctrine d'emploi des cloches évolue radicalement avec la ligne Maginot. Tout observateur y est protégé, les cloches se généralisent sur toutes les constructions, des ouvrages aux casemates isolées. Mais l'observation rapprochée est du ressort des cloches armées, les cloches GFM (guetteur et fusil mitrailleur). Les cloches observatoires sont réservées à l'observation lointaine, et sont dotées d'un équipement perfectionné.

### Cloche périscopique (cloche VP)
La cloche périscopique (cloche VP) est uniquement équipée d'un périscope « B » ou « C » à grande puissance ou « P8 », en secours des deux autres. Elle est entièrement noyée dans le béton dont elle ne dépasse que de quelques centimètres, une collerette en béton étant parfois ajoutée tout autour afin de masquer encore plus le dépassement.
La cloche périscopique était généralement réservée aux observatoires isolés mais elle a également été parfois intégrée dans des blocs lorsqu'il n'existait pas de point haut distinct compte tenu du relief. Elle n'a été construite qu'en vingt exemplaires.

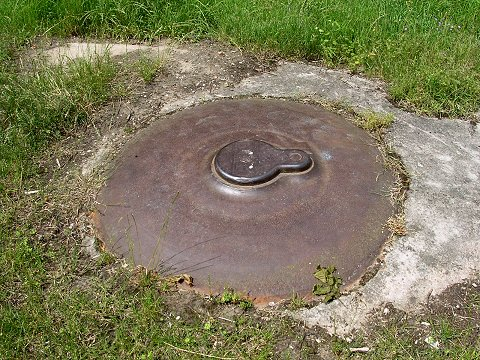
Cloche périscopique de l'observatoire de l'ouvrage du Hackenberg.
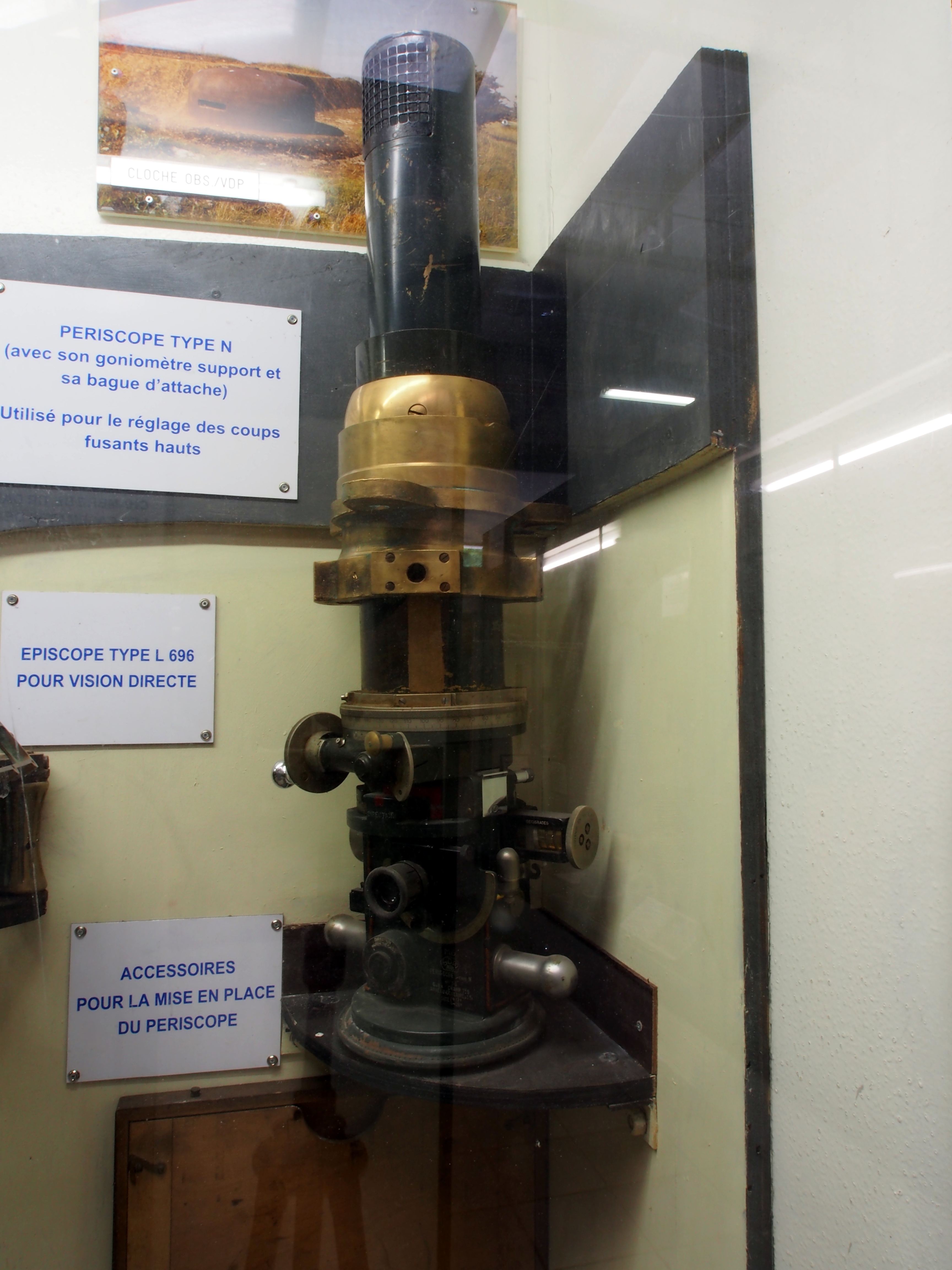
Périscope type N.
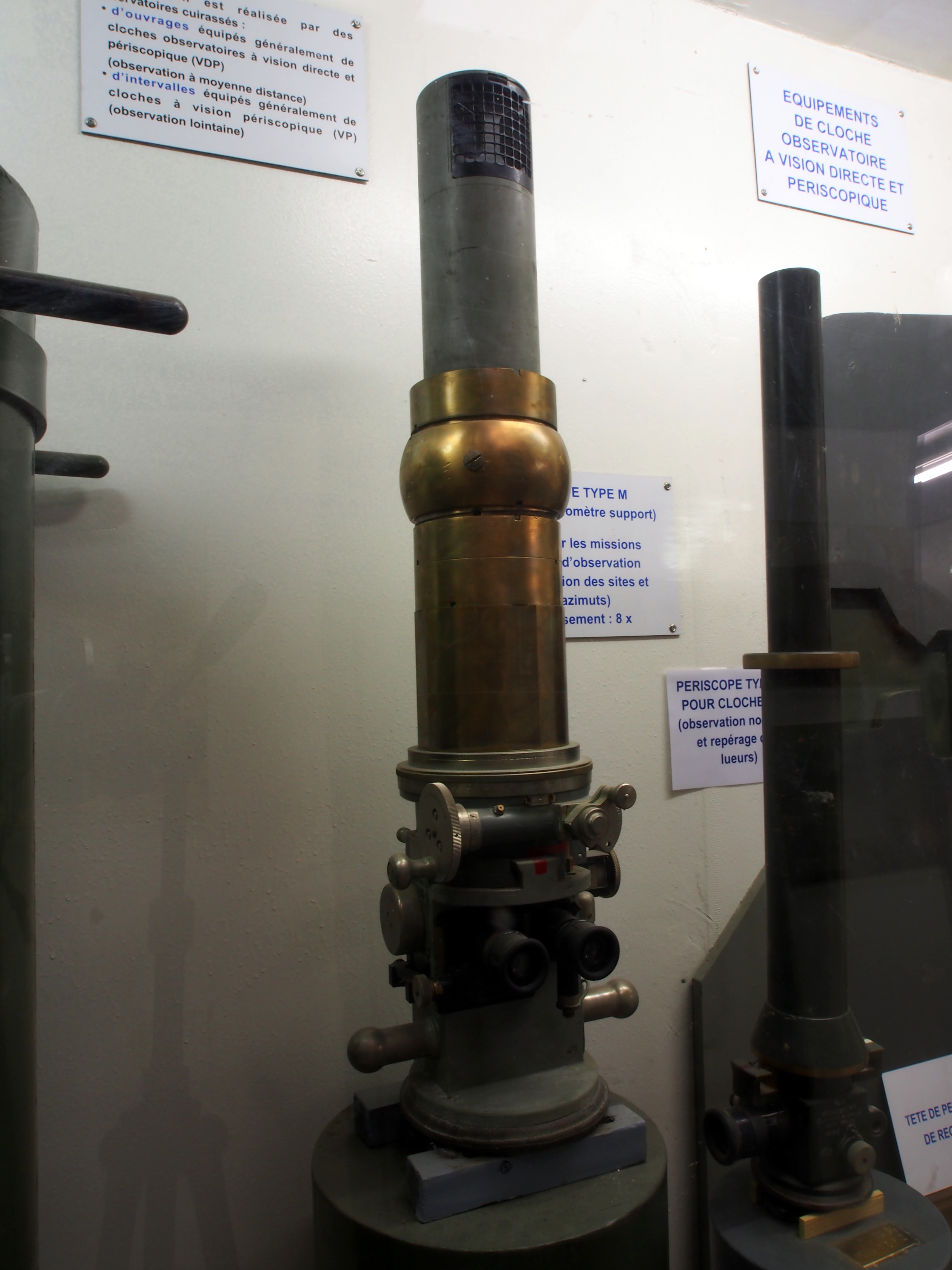
Périscope type M.

### Cloche à vision directe et périscopique (cloche VDP)
La cloche à vision directe et périscopique (VDP) se distingue de la précédente par ses trois créneaux d'observation, permettant chacun une observation de + ou - 72°, et son important dépassement au-dessus des superstructures en béton, la hauteur de ce dépassement étant fonction du champ de vision à couvrir. Elle était également équipée d'un périscope, mais uniquement du type « M », « N » ou « P2 »  d'observation nocturne.
La cloche VDP a été construite en quatre versions dont une en deux parties. Sauf cas particulier enfin, la cloche VDP était installée uniquement sur des blocs d'ouvrages et non sur des casemates isolées.  Elle a été construite à soixante-quatre exemplaires.

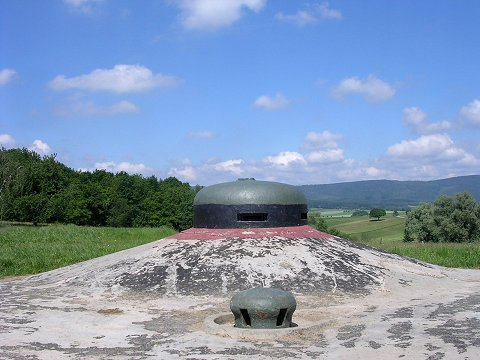
Cloche VDP du bloc 4 de l'ouvrage de Schœnenbourg (la petite cloche du premier plan protège une aération du bloc).
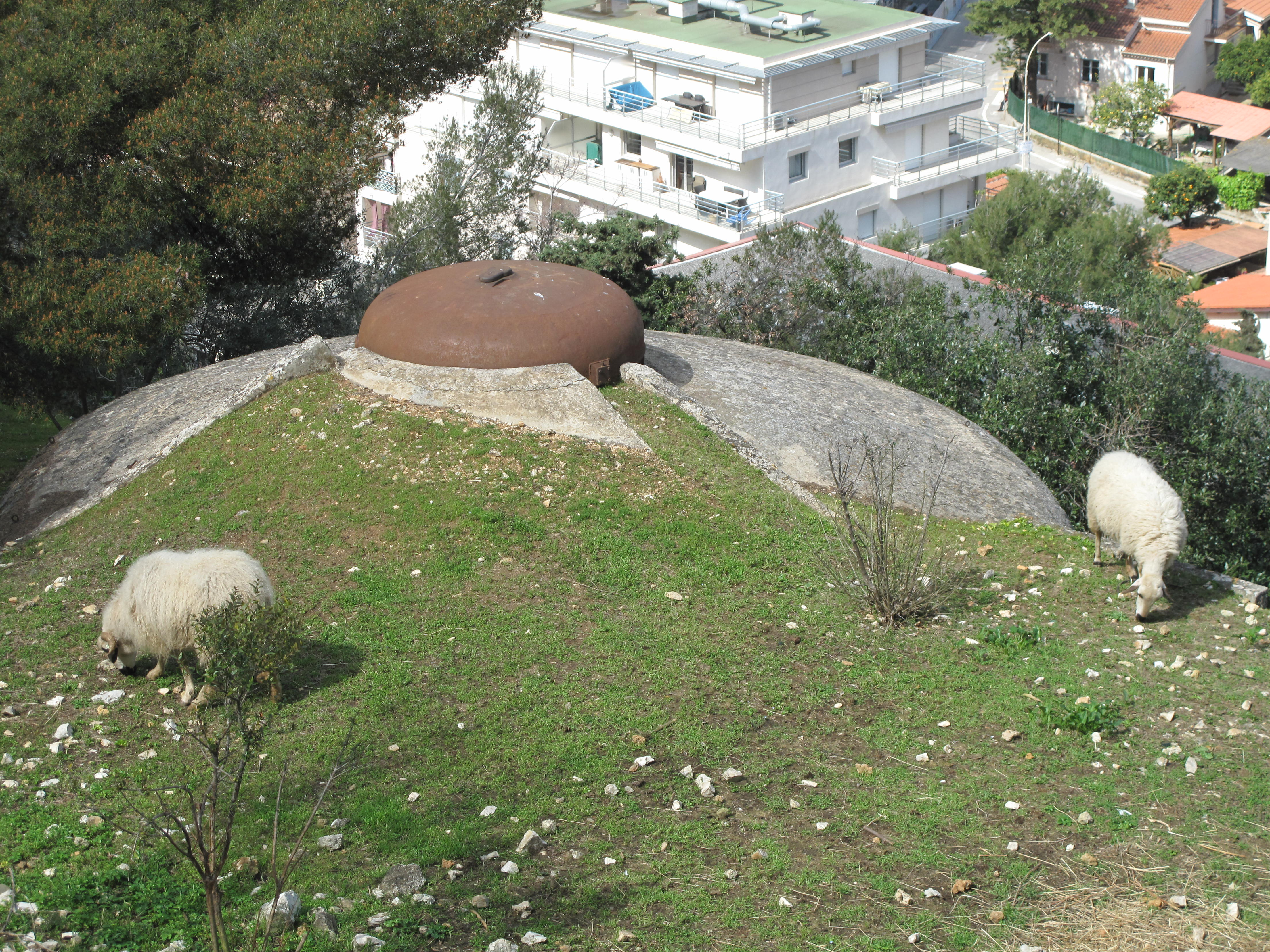
La cloche VDP du bloc 2 de l'ouvrage du Cap-Martin.

### Points communs
Aucune des deux cloches ne disposant d'armement, elles étaient normalement « conjuguées » à une cloche GFM, c'est-à-dire situées à proximité d'une cloche GFM elle-même équipée d'un périscope de type J2.
Les deux types de cloches disposent d'un volet obturateur pour fermer l'orifice du périscope lorsque celui est effacé dans la cloche. 

L'accès au niveau du périscope s'effectue par une échelle fixe. Le poste de travail est doté d'une petite table basculante, d'un tube acoustique de communication et d'un treuil suspendu à un monorail afin de hisser les périscopes dont le poids est assez élevé.

Enfin, les deux types de cloches ainsi que la cloche GFM conjuguée étaient uniquement servies par du personnel spécialisé de l'artillerie.

## Autres cloches
Des années 1930 jusqu'à la fin de la Seconde Guerre mondiale, les cloches ont été également utilisées dans d'autres types de fortifications :
- exclusivement destinées au guet dans des endroits très exposés, elles sont équipées de créneaux très étroits. On peut voir ce type de cloches au fort d'Ében-Émael et sur la ligne Siegfried ;
- dédiée au réglage de l'artillerie. Dans le cas du mur de l'Atlantique, le tir sur des bateaux exige des instruments précis, alors que la défense rapprochée est secondaire.

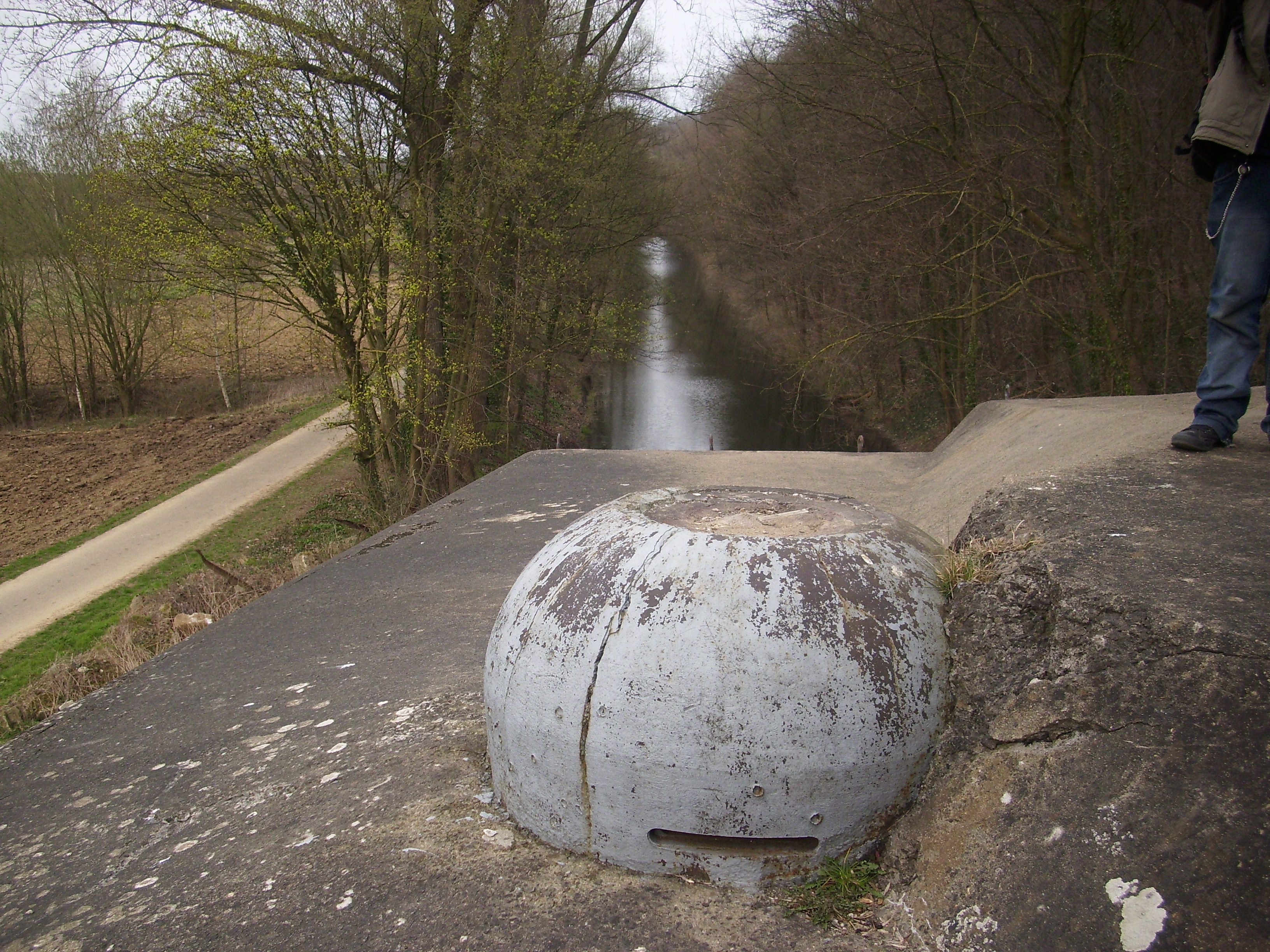
Cloche d'observation du fort d'Ében-Émael. L'endroit est aussi exposé que stratégique.
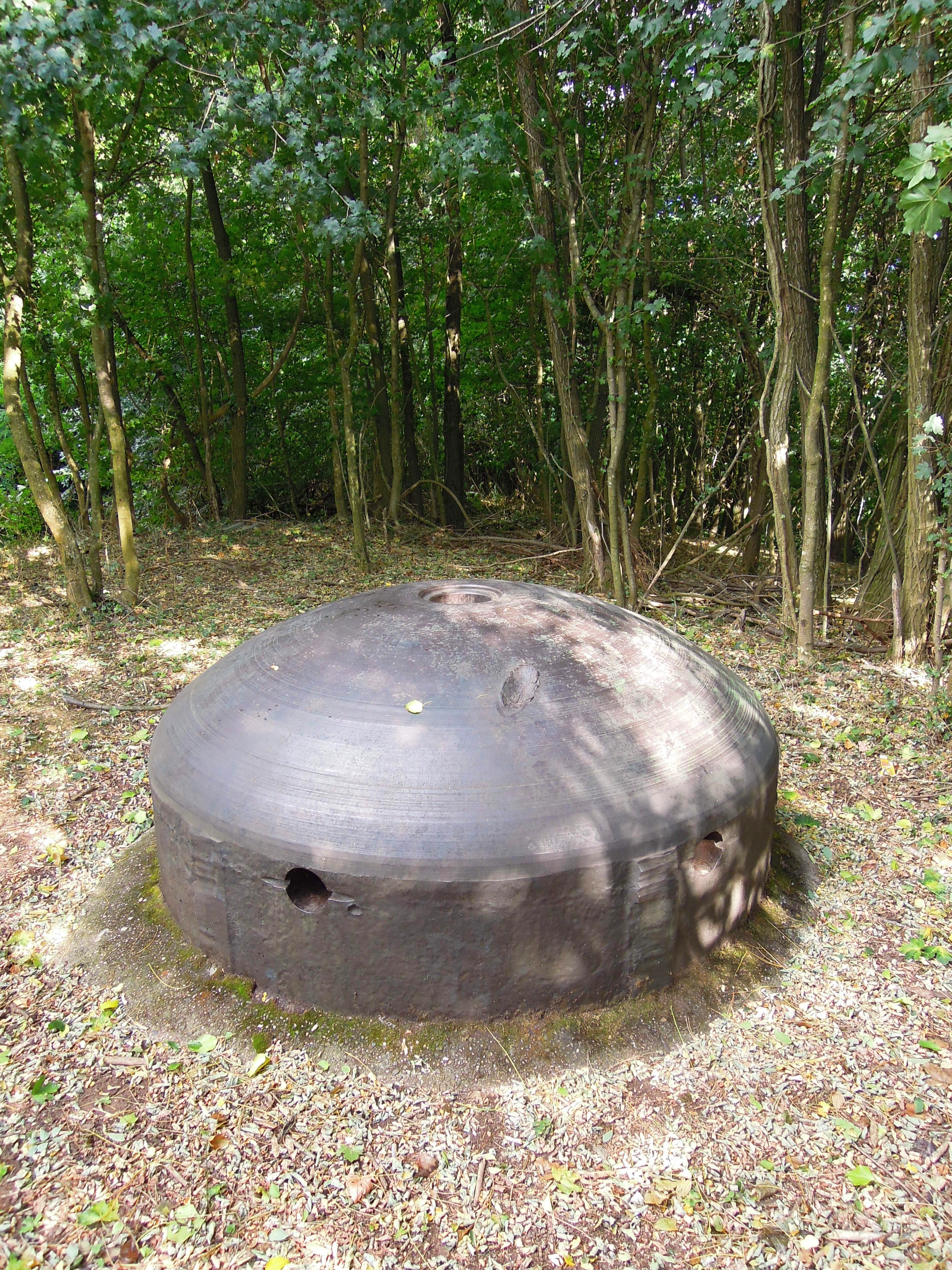
Cloche d'observation d'une casemate de la ligne Siegfried, à Dilling. Les cloches allemandes suivaient la normalisation Regelbau.
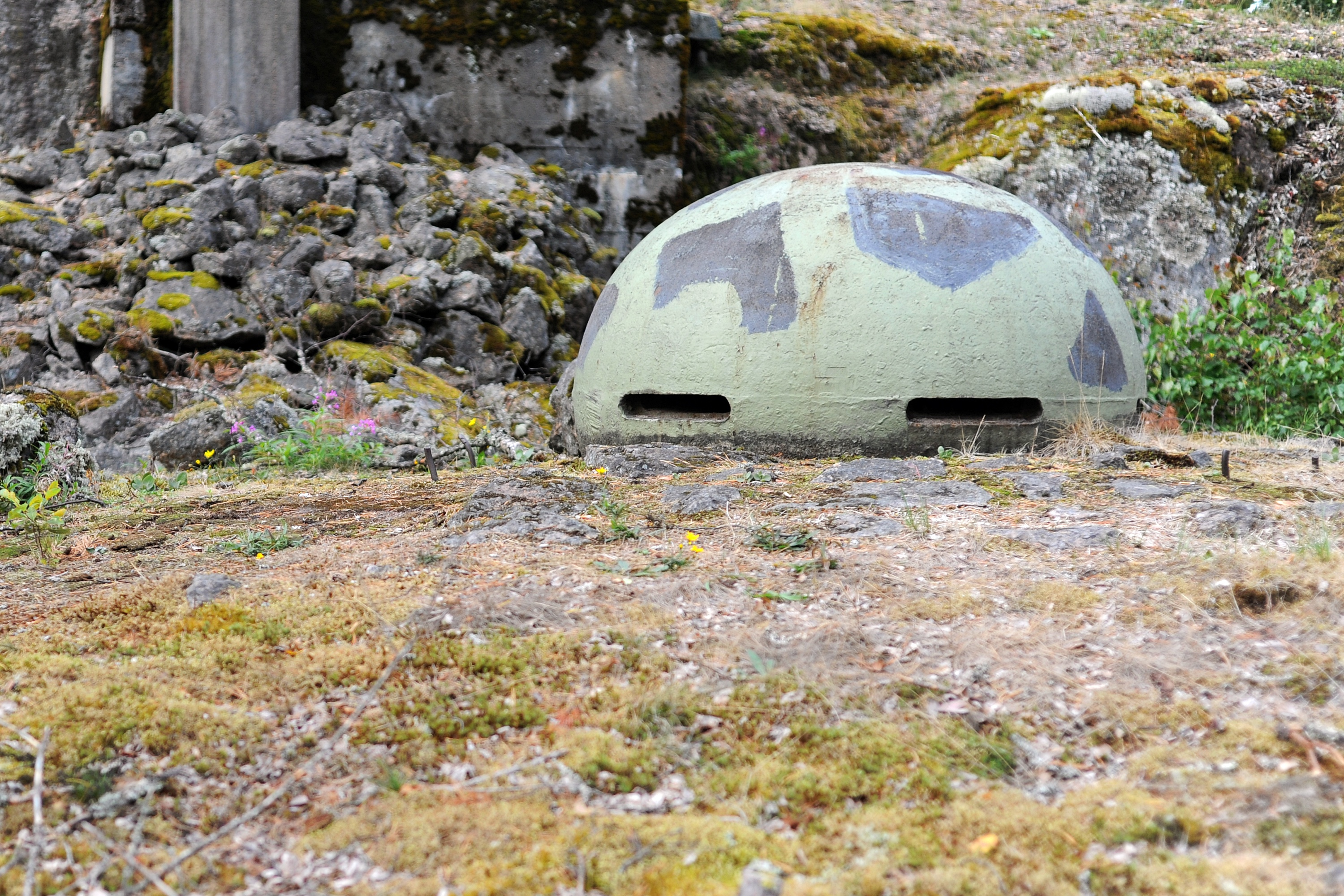
Cloche d'observation sur la ligne Salpa. La ressemblance avec la cloche belge est frappante.
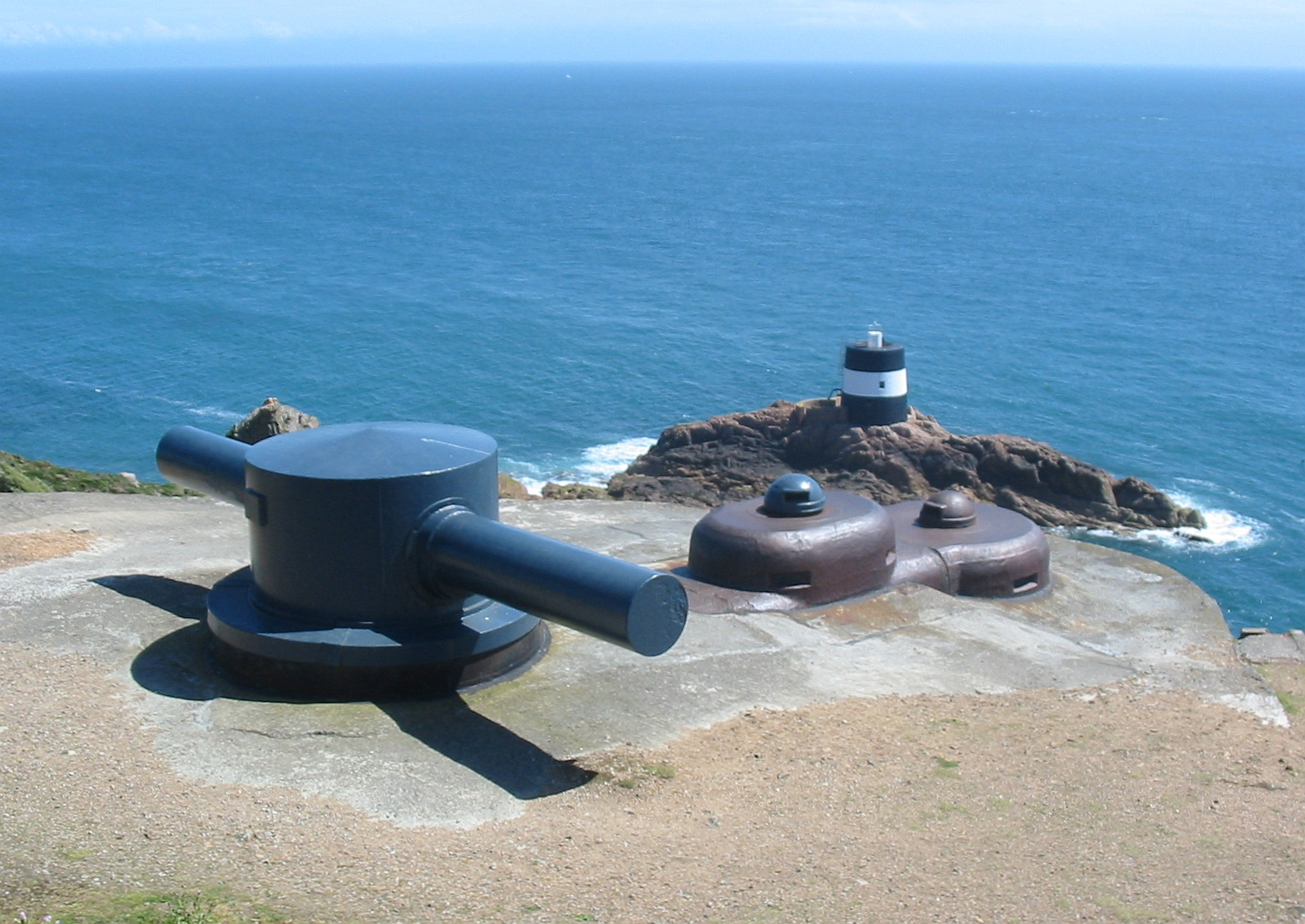
Cloches et télémètre de coïncidence (en) blindé de la batterie Lothringen du mur de l'Atlantique.
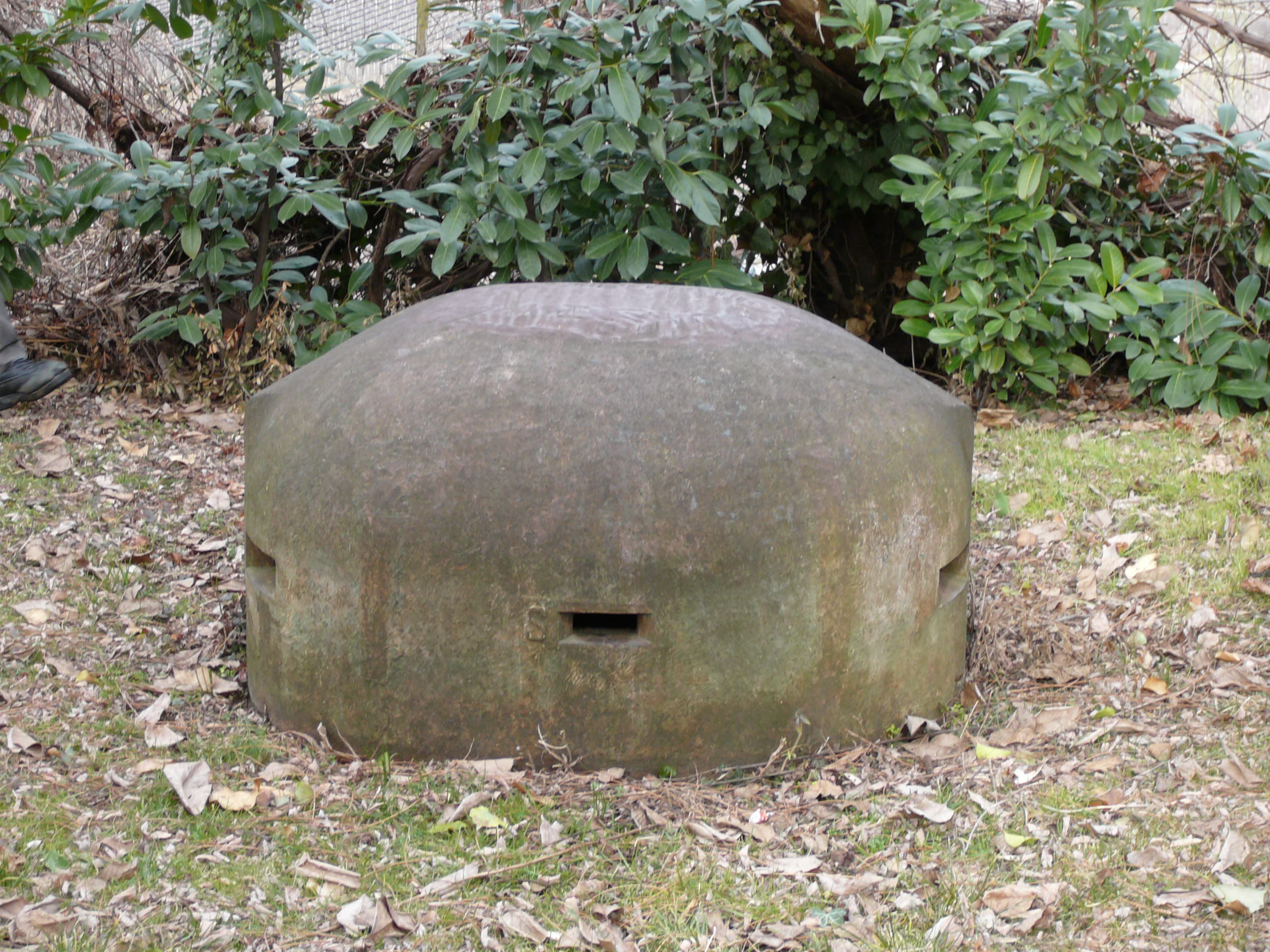
Cloche d'observation du Mur alpin